# Christian Frederik Lütken

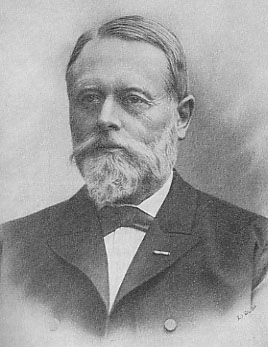
Christian Frederik Lütken

Christian Frederik Lütken (* 7. Oktober 1827 in Sorø; † 6. Februar 1901) war ein dänischer Zoologe und Paläontologe.
Lütken war der Sohn des Professors Johann Christian Lütken (1791–1856) und studierte Zoologie in Kopenhagen bei Japetus Steenstrup (1813–1897), den er noch von Sorø kannte. Das wurde unterbrochen durch Teilnahme als Freiwilliger in der Niederschlagung der Schleswig-Holsteinischen Erhebung (Schlacht bei Idstedt) als Offizier, was er bis 1852 blieb. 1853 erwarb er den Magister-Grad. Danach war er Assistent von Steenstrup am Zoologischen Museum der Universität Kopenhagen und wurde 1857 über Echinodermen (Stachelhäuter) aus Grönland promoviert. Zunächst befasste er sich mit niederen Tieren, ab 1882 war er Kurator für Wirbeltiere. Nach Steenstrups Emeritierung wurde er 1885 Professor für Zoologie und Direktor des Museums. Als er seine Professur 1899 wegen einer Erkrankung aufgeben musste, wurde Frederik Estrup Jungersen (1854–1917) sein Nachfolger. 1878 bis 1886 hielt er auch Vorlesungen am Polytechnikum in Kopenhagen.
Lütken befasste sich mit mariner Fauna, insbesondere Stachelhäutern und Fischen. Er befasste sich aber auch mit Herpetologie und schrieb mit Johannes Theodor Reinhardt (1816–1882) ein Buch über Amphibien und Reptilien in Brasilien und beide erstbeschrieben einige Reptilien aus Südamerika. Er veröffentlichte auch über brasilianische Fische, parasitische Krebse, Delphine und vieles mehr, war Verfasser populärwissenschaftlicher Werke und von Lehrbüchern. Für die erste dänische Tiefsee-Expedition mit der Ingolf (1895 und 1896) bearbeitete er die Fische.
Er war Ritter vom Danebrog-Orden. 1897 wurde er als korrespondierendes Mitglied in die Russische Akademie der Wissenschaften in Sankt Petersburg aufgenommen.

## Schriften
- mit Reinhardt: Bidrag til Kundskab om Brasiliens Padder og Krybdyr, 1861
- Bidrag til Kundskab om Echinidern, 1864
- Ueber die Begrenzung und Eintheilung der Ganoiden. In: Palaeontographica. Band 22, 1873, S. 1–54.
- Skildringer af Dyrelivet i Fortid og Nutid. Kopenhagen 1880 (Darstellungen aus dem Tierleben in Vergangenheit und Gegenwart)
- Spolia Atlantica, 1892
- The Ophiuridae, 1899
- The Ichthyological Results of the Expeditions of the „Ingolf“, 1898